# Yoshihide Fujiwara
Yoshihide Fujiwara (藤原芳秀, Fujiwara Yoshihide, nascut el 13 de juny de 1966 en la Prefectura Tottori, Japó) és un mangaka japonès. Fujiwara atragué l'atenció per primera vegada, guanyant en 1984 el Shogakukan New Artist Award per Maris. Treballà com assistent de Ryoichi Ikegami fins a 1986, i el seu estil artístics s'assembla molt al del seu mestre.
En 1986 feu el seu debut amb Shiritsu Shuuten Koukou.

## Treballs
- Shiritsu Shuuten Koukou (私立終点高校) (escrit per Hajime Kimura)
- Kenji (拳児) (escrit per Ryuchi Matsuda)
- Jesus (ジーザス) (escrit per Kyoichi Nanatsuki)
- Virtua Fighter (バーチャファイター) (escrit per Kyoichi Nanatsuki)
- Conde Koma (コンデ・コマ) (escrit per Kichiro Nabeta)
- Yami no Aegis (闇のイージス) (escrit per Kyoichi Nanatsuki)
- BUGS: Summer of Predators (BUGS -捕食者たちの夏-) (escrit per Kyoichi Nanatsuki)